# Wariacje na temat Chopina (Rachmaninow)

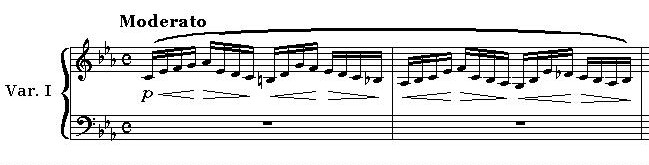
Początkowe dwa takty pierwszej wariacji.

Wariacje na temat Chopina op. 22 (ros. Вариации на тему Ф. Шопена, trans. Wariacyi na tiemu F. Szopiena) - 22 wariacje na temat Preludium c-moll op. 28 nr 20 Fryderyka Chopina skomponowane na fortepian przez Siergieja Rachmaninowa w latach 1902–1903. Rachmaninow rozpoczął prace nad utworem w sierpniu 1902 przebywając w posiadłości Iwanowka koło Tambowa (Rosja) a w lutym 1903 umieścił na rękopisie ostateczne wykończenia. Prawykonanie odbyło się 10 lutego 1903 w Moskwie w wykonaniu kompozytora. Utwór dedykowany jest Teodorowi Leszetyckiemu. Poprzednią kompozycją Rachmaninowa było Dwanaście pieśni na głos i fortepian wydane, jako op. 20, natomiast następną Preludia op. 23.

## Wariacje
- Temat: Largo, 9 taktów
- I: Moderato (66 bpm), 8 taktów
- II: Allegro (122 bpm), 8 taktów
- III: 132 bpm, 8 taktów
- IV: 132 bpm, 24 takty na 3/4
- V: Meno mosso (92 bpm), 8 taktów
- VI: Meno mosso (64 bpm), 12 taktów na 6/4
- VII: Allegro (120 bpm), 8 taktów
- VIII: 120 bpm, 8 taktów
- IX: 120 bpm, 8 taktów
- X: Più vivo (144 bpm), 14 taktów
- XI: Lento (44 bpm), 14 taktów na 12/8
- XII: Moderato (60 bpm), 32 taktów
- XIII: Largo (52 bpm), 16 taktów
- XIV: Moderato (72 bpm), 24 takty na 4/4 następnie jeden takt na 2/4.
- XV: Allegro scherzando (132 bpm), 45 taktów na 12/8 w f-moll.
- XVI: Lento (54 bpm), 14 taktów w f-moll.
- XVII: Grave (46 bpm), 18 taktów na 3/4 w b-moll.
- XVIII: Più mosso, 12 taktów w b-moll.
- XIX: Allegro vivace, 35 taktów w A-dur.
- XX: Presto (92 półnuty z kropką na minutę): 108 taktów na 3/4 w A-dur.
- XXI: Andante (60 ćwierćnuty z kropką na minutę): 24 takty w Des-dur następnie 29 taktów na 3/4 w C-dur oznaczone Più vivo (100 bpm).
- XXII: Maestoso (100 bpm) 82 takty na 3/4 w C-dur. Następnie 9 taktow oznaczonych Meno mosso. Potem 19 taktów oznaczonych Presto.